# Gruppo Florida
Il gruppo Florida o gruppo di Florida, noto anche come gruppo Martín Fierro, fu un movimento informale che riunì artisti avanguardisti argentini durante gli anni '20 del XX secolo.
Tradizionalmente, la storiografia culturale argentina lo contrappone al gruppo di Boedo.

## Storia
Durante gli anni Venti e Trenta del secolo scorso, Ernesto Palacio e Roberto Mariani decisero, per scopi pubblicitari, di fondare due movimenti letterari rivali. Ernesto Palacio sosteneva, infatti, che in Francia esistevano gruppi letterari contrapposti e sarebbe stato utile replicare l'esperienza anche a Buenos Aires. Il termine Florida fu così associato al cuore della capitale argentina, mentre Boedo ai suoi quartieri periferici.
Il gruppo Florida assunse, quindi, questa denominazione dai principali punti d'incontro dei suoi membri: la rivista letteraria Martín Fierro, la cui sede si trovava all'angolo tra le tradizionali vie Florida e Tucumán, e La Richmond o Tortoni, caffè situati lungo calle Florida. Calle Florida era, già in quel periodo storico, una delle strade più eleganti e cosmopolite della città, costantemente affollata da turisti e paragonabile per caratteristiche a un boulevard parigino.
Il collettivo, disinteressandosi al concetto di scrittura come arma di combattimento sociale, puntava a un radicale rinnovamento artistico. Era fondamentalmente caratterizzato dalla ricerca di innovazioni d'avanguardia legate alle forme, come il superamento dei tradizionali concetti di metro e rima nella poesia.
La maggior parte dei componenti del Florida provenivano dall'alta borghesia e dall'élite culturale argentina, quindi erano distanti da ambienti operai e popolari. Tra i nomi principali si annoverano Norah e Jorge Luis Borges, Oliverio Girondo, Leopoldo Marechal, Raúl González Tuñón, Conrado Nalé Roxlo, Eduardo González Lanuza e Ricardo Güiraldes.

## La rivistaMartin Fierroe ilManifestodel gruppo
La rivista Martín Fierro, punto d'incontro del gruppo Florida, fu fondata nel febbraio 1924. Inizialmente, tuttavia, al progetto aderirono numerosi scrittori con uno stile identificabile con il gruppo Boedo. 
Il primo direttore fu Evar Méndez, coadiuvato da Oliverio Girondo, autore del Manifesto del gruppo, pubblicato nel quarto numero della rivista, il 15 maggio 1924.
Il Manifesto palesava la volontà del gruppo di rompere gli schemi e le regole artistiche allora vigenti, recitando: "Di fronte all'impermeabilità ippopotamiana dell'onorevole pubblico. Di fronte alla solennità funebre dello storico e del professore che mummifica tutto ciò che tocca…Martín Fierro sa che tutto è nuovo sotto il sole, se tutto è guardato con occhi moderni ed espresso con un accento contemporaneo."
Una seconda rivista legata al gruppo era Proa, fondata da Jorge Luis Borges e sua sorella Norah.

## Caratteristiche
Il gruppo Florida era fondamentalmente caratterizzato dalla ricerca di innovazione nei vari campi artistici, difendendo il principio de "l'arte per l'arte", contrapposto all'idea di arte sociale propria del gruppo Boedo. 
I suoi membri sostenevano il Surrealismo, il Dadaismo e, in generale, tutte le correnti d'avanguardia europee dell'epoca.

## Florida e Boedo
La tradizione pone solitamente il gruppo Florida in contrapposizione al gruppo Boedo, sebbene la linea di demarcazione tra i due non sia mai stata definita nettamente.
Al gruppo Florida è attribuita una maggiore identificazione con le élite economiche, così come con una tendenza al femminismo d'avanguardia. Un caso in tal senso esemplificativo è il ramo di eventi sociali Las Chiquis Argentinas della moda femminista, guidato da Pelegrina Pastorino e Norah Borges.
Il gruppo Boedo fu invece vicino alla classe operaia e popolare, con rappresentanti prevalentemente maschili e dell'avanguardia sindacale.
Il gruppo Florida, poco attratto da tematiche socio-politiche, si riuniva nei quartieri centrali di Buenos Aires (nei caffè La Richmond, Tortoni ed alla Galería Pacífico Confitería), mentre i boediani nelle periferie della metropoli (al caffè El Japonés e nei pressi dello stadio del Club Atlético San Lorenzo de Almagro).
In ogni caso, alcuni membri di entrambi i gruppi cambiarono schieramento nel tempo e Jorge Luis Borges confessò che la rivalità fosse sostanzialmente inesistente. Le differenze non hanno mai separato i due collettivi in modo categorico, numerosi artisti dichiararono infatti di sentirsi parte di entrambe le scuole.

## La rivista Martín Fierro nelle arti e nelle lettere
Nel Museo Nazionale di Belle Arti di Buenos Aires, dal 14 aprile al 27 giugno 2010 si è tenuta una mostra temporanea dal titolo La rivista Martín Fierro nelle arti e nelle lettere. Per l'occasione è stato pubblicato un catalogo con le opere esposte, provenienti da collezioni private o proprie del patrimonio del museo. L'obiettivo della mostra, curata dallo storico Sergio Alberto Baur, era quello di stabilire un collegamento tra la grafica della rivista, le sue illustrazioni ed il lavoro di artisti argentini e mondiali che facevano parte delle avanguardie del momento.

## Membri

### Letteratura
- Jorge Luis Borges
- José de España
- Evar Méndez
- Conrado Nalé Roxlo
- Horacio Rega Molina
- Oliverio Girondo
- Ricardo Molinari
- Leopoldo Marechal
- Francisco Luis Bernárdez
- Raúl González Tuñón
- Eduardo González Lanuza

### Pittura
- Antonio Berni
- Xul Solar
- Norah Borges
- Lino Enea Spilimbergo
- Raquel Forner
- Aquiles Badi
- Héctor Basaldúa
- Horacio Butler
- Emilio Centurión
- Emilio Pettoruti
- Juan del Prete